# 25. světové skautské jamboree
25. světové skautské jamboree se konalo 1.–12. srpna 2023 v oblasti Saemangeum v Jižní Koreji pod záštitou Korejského skautského sdružení. Česko na akci reprezentovalo 413 skatů a skautek.

## Kandidatura
O hostování se kromě Jižní Korey ucházel Polský Harcerský Svaz (polsky Związek Harcerstwa Polskiego, harcerství je polská obdoba skautingu), který chtěl jamboree uspořádat v Gdaňsku. Jižní Korea se o hostování přihlásila o rok později, roli v jejím vítězství mohla hrát podpora tamější vlády i korejská delegace, která před hlasováním navštěvovala některá zahraniční skautská sdružení.
O pořádání v Koreji bylo rozhodnuto na 41. Světové skautské konferenci, která se konala v roce 2017 v Baku. Jižní Korea vyhrála hlasování, ve kterém mohla každá členská země hlasovat šesti hlasy, v poměru 607:365.

## Česká účast
Na akci odjelo i 413 českých skautů a skautek a kolem 80 dospělých členů servisního týmu. Účastníci byli rozděleni do osmi tzv. jamoddílů, které si pojmenovali podle různých korejských pokrmů. V průběhu školního roku 2022/23 společně zažili dvě celokontingentní setkání. První se konalo na podzim 2022 v Praze a druhé se uskutečnilo na jaře 2023 v Brně. Před odjezdem obdrželi od prezidenta Petra Pavla českou vlajku. Vedoucí české výpravy uvedla, že čeští skauti mají v plánu účastníky ze zahraničí seznámit s českou kulturou včetně technologie podsadového stanu a českého turistického značení. Součástí českého stánku byl i 2,5 m vysoký model lípy ilustrující střídání ročních období.

## Kritika a komplikace
Zástupci některých účastnických zemí kritizovali místo konání akce jako nedostatečně připravené a po silných deštích plné bahna. Čeští skauti kvůli špatným podmínkám po příjezdu krátce setrvávali na české ambasádě. Organizátoři akce byli dále kritizováni za nevyhovující hygienické podmínky, nevyhovení některým stravovacím potřebám účastníků, a především za nedostatečnou ochranu před probíhající vlnou veder. Účastníci některých výprav včetně Velké Británie a USA akci předčasně opustili. V reakci na opuštění skautů z Velké Británie a USA se korejská vláda rozhodla uvolnit pro akci blíže nespecifikovanou částku v řádu desítek milionů dolarů. Organizátoři akce za ní nakoupili pro všechny účastníky slunečníky, klobouky, větráčky nebo pravidelně rozdávali zmrzliny. I přes zlepšení situace WOSM vyzvalo Korejské skautské sdružení k předčasnému ukončení akce, korejský premiér Han Tok-su oznámil, že vláda návrh konzultovala s jinými zeměmi a rozhodla se v akci pokračovat.

### Tajfun Khanun
V souvislosti s očekávaným příchodem tropické bouře Khanun byli všichni účastníci akce 8. srpna evakuováni, na místo bylo přistaveno přes 1000 autobusů. Ubytování české výpravě poskytla Korejská vojenská akademie v Soulu. Program dále probíhal v pozměněné formě pomocí exkurzí a workshopů, účastníci si tak mohli zkusit naprogramovat drony, projít vesmírné muzeum nebo třeba zkusit korejskou sebeočistu. Večer 11. srpna se konalo slavnostní ukončení na stadionu Seoul World Cup Stadium, součástí bylo předání skautské vlajky polské výpravě, pořadatelům příštího jamboree, a koncert několika K-popových hudebních skupin.

### Mediální pokrytí
V reakci na opuštění tábořiště se nevhodné situace chytla i celosvětová média, která o problémech na tábořišti začala šířit do širšího povědomí veřejnosti. Na organizátory Jamboree a korejskou vládu byl vyvinut velký nátlak a nutkání situaci začít zlepšovat. V českých vodách se problému na tábořišti chytl primárně portál iRozhlas a to hlavně díky skautskému reportérovi z místa Jakubu Luckému. Později se problémů na tábořišti chytla i další média.
V průběhu Jamboree se objevilo podezření na korejské vedení akce, které údajně zneužilo peníze z celkového rozpočtu akce, když si za peníze určené na chod Jamboree kupovali drahé dovolené po světě a další luxusní výlety.